# Jonas Bjurzon
Jonas Bjurzon (11 juillet 1810 - 26 juin 1882) est un botaniste suédois. Il a classifié et laissé son nom à de nombreuses plantes.

## Liste partielle des publications
- 1846 : Skandinaviens Växtfamiljer i sammandrag framställda (Uppsala)